# Die Rembrandt-Connection
Die Rembrandt-Connection ist ein Actionfilm mit Pierce Brosnan aus dem Jahr 1995. Er ist eine Verfilmung des Romans „Der Rembrandt-Deal“ von Alistair MacLean, an dem dieser in den 1980er Jahren arbeitete, der jedoch unvollendet blieb. Beendet wurde der Roman schließlich von dem Autor Alastair MacNeill. Nach Death Train ist es Bronsans zweiter Auftritt als Mike Graham.

## Handlung
Die UNACO (eine Antiterroreinheit der Vereinten Nationen) beendet einen Einsatz anlässlich der Entführung mehrere Diplomaten-Kinder in Nordafrika erfolgreich, aber verlustreich: Sonderagent Mike Graham kann die Geiseln zwar retten, verliert aber ein befreundetes Teammitglied. Traumatisiert zieht er sich zunächst zurück.
Parallel wird durch den Geschäftsmann Martin Schraeder an der Börse Hongkong ein Zusammenbruch der Computersysteme hervorgerufen und ein Broker durch ein detonierendes Telefon getötet. Dies führt in weiterer Folge auch zu Kursstürzen u. a. an der Wall Street.
Der UNACO-Verantwortliche Nick Caldwell reaktiviert Graham wenig später und setzt diesen zusammen mit Sabrina Carver (mit der Mike zwei Jahre zuvor bereits zusammengearbeitet hat) auf einen neuen Fall an. Unter Carvers Leitung begeben sich beide zunächst nach Amsterdam.
Hier ist Rembrandts berühmtes Gemälde „Die Nachtwache“ nach einer Tournee durch Museen der Welt ins Rijksmuseum zurückgekehrt, wurde dort aber als Fälschung erkannt. Die Nachforschungen von Mike und Sabrina ergeben, dass u. a. der lokale Gauner Lammer für die „Austausch“ verantwortlich und zudem Miles van Dehn, ein Mitarbeiter des Museums, daran beteiligt ist. Als Sabrina ihn beschattet flüchtet dieser: zunächst zu Fuß und dann per Boot. Sabrina verfolgt ihn und liefert sich einen Kampf mit diesem, bevor dessen Boot mit einem anderen zusammenstößt und (gemeinsam mit van Dehn) explodiert.
Über Lammers Freundin Jennifer, welche von diesem misshandelt wird, kommen sie und Graham dann dahinter, dass die Fälschung aus Hongkong stammt – eben von Schraeder.
Schraeder, ein ehemaliger System-Programmierer, ist Kunst-Fanatiker und hat etliche wertvolle Gemälde (u. a. von Degas und auch die „Nachtwache“) entwendet und durch Kopien ersetzt. Gleichzeitig hat er im Auftrag des zwielichtigen Mao Yixin einen neuartigen Mikrochip entwickelt, der beispielsweise in ein Telefon eingebaut es ermöglicht, sowohl weltweit jedes Telefongespräch abzuhören als auch entsprechende Systeme, in welchen das Bauteil integriert ist, aus der Ferne zu zerstören.
Getarnt als Flitterwöchler reisen Mike und Sabrina nach Hongkong und werden dort von der örtlichen CIA-Verbindungsbeamtin Myra Tang unterstützt. Mit Tangs Hilfe erregen beide Schraeders Aufmerksamkeit und erhalten eine Einladung auf dessen Anwesen, wo Mike in einen Geheimraum einbrechen soll, in dem die Gemälde vermutet werden. Er bemerkt dort aber nur einen startfertigen Satelliten.
Parallel entwickelt sich zwischen Mike, Sabrina und Myra eine Art Dreiecksbeziehung: Graham, der gern mit Carver anbandeln würde, wird von dieser abgewiesen, während Tang von Mike mehr als angetan ist. Dies wiederum schürt Carvers latente Eifersucht.
Nachdem Myra von Mao, der mit Schraeder zusammenarbeitet und dessen Casino leitet, umgebracht wird, kommt man nicht nur dem Geheimnis des Chips auf die Spur, sondern auch dem des Satelliten: dieser soll als Schaltzentrale dienen, um weltweit die Chip-Anschläge koordinieren zu können. Mao wird zudem als führendes Mitglied der Kommunistischen Partei Nordkoreas enttarnt, welche das Projekt finanziert haben und damit eine neue Weltordnung begründen wollen.
Yixin ahnt derweil, dass man ihm auf die Schliche gekommen ist. Als er Sabrina entführt, eilt Graham zu ihrer Rettung, befreit sie und jagt Mao dann bis auf ein Schiff hinterher, wo beide ihn verlieren.
Mao hat sich derweil mit Schraeder überworfen und reißt das Projekt an sich. Die Zugangscodes erpresst sich Mao, indem er Schraeders Kunstwerke zu verbrennen droht. Er lässt diesen und die Kunstwerke mit Zeitbomben zurück. Graham und sein Team können ihn und die Bilder aber in letzter Sekunde retten.
Durch Schraeder erfahren sie, das Mao und die Nordkoreaner die Rakete mit dem Satelliten von Bord eines nordkoreanischen Frachters starten wollen, der vor Hongkong kreuzt. Von Caldwell unterstützt entert Graham das Schiff, schaltet etliche Gegner aus und liefert sich mit Mao einen Kampf, bei dem letzterer in den Frachtraum der Rakete stürzt, die soeben startet und diesen verbrennt. Sabrina überwältigt derweil an Land die Kommandozentrale in einem Van und sprengt die Rakete, als diese einige Meter in der Luft ist.

## Kritiker
- „Leidlich unterhaltsames, aber nur wenig einfallsreiches Agenten-Abenteuer nach hinlänglich bekannten Mustern.“ (Filmdienst)
- „Reißbrett-Thriller mit Bond-Anleihen.“ (TV Spielfilm)

## Hintergründe
- „Die Rembrandt-Connection“ wurde speziell für das Fernsehen gedreht und kam nicht ins Kino. Der Film ist zudem unter dem Namen „Der Rembrandt-Deal“ bekannt – dem Titel der Buchvorlage.
- Schauspieler Benedict Wong spielt eine kleine Rolle als Wachmann. Es ist einer seiner ersten Filmauftritte.
- Nachdem etliche Darsteller die Rolle des Martin Schraeder abgelehnt hatte, ging der Part an Michael J. Shannon, bei dem keine Gemeinsamkeiten zu dem Schauspieler Michael Shannon gibt.
- William Devane ersetzte Patrick Stewart, der für die Dreharbeiten augenscheinlich nicht zur Verfügung stand.

## Synchronisation
Nachdem im Vorgängerfilm noch Udo Wachtveitl Pierce Brosnan gesprochen hatte, übernahm hier Brosnans Standardsprecher Frank Glaubrecht diesen Part.
Alexandra Pauls Rolle sprach im ersten Film noch Sabine Falkenberg.
| Darsteller         | Deutsche Stimme       | Rolle            |
| ------------------ | --------------------- | ---------------- |
| Pierce Brosnan     | Frank Glaubrecht      | Mike Graham      |
| Alexandra Paul     | Franziska Pigulla     | Sabrina Carver   |
| William Devane     | Friedrich G. Beckhaus | Nick Caldwell    |
| Michael J. Shannon | Jürgen Heinrich       | Martin Schraeder |
| Lim Kay Siu        | Detlef Bierstedt      | Mao Yixin        |
| Irene Ng           | Heidrun Bartholomäus  | Myra Tang        |
| Hidde Maas         | Tobias Meister        | Miles van Dehn   |
| Rolf Saxon         | Christian Toberentz   | Ted Fisk         |
| Harold Bone        | Thomas Wolff          | Lammer           |
| Suncana Zelenica   | Arianne Borbach       | Stephanie        |
| Ron Berglas        | Joachim Kaps          | Roger Flint      |